# Surmelin
Der Surmelin ist ein Fluss in Frankreich, der in den Regionen Grand Est und Hauts-de-France verläuft. Er entspringt unter dem Namen Ru Moret im Forêt de Vertus, im Gemeindegebiet von Loisy-en-Brie. Gleich in seinem Oberlauf verschwindet der Fluss für etwa 300 Meter im kalkigen Untergrund und erscheint danach als Karstquelle wieder an der Oberfläche. Er entwässert generell in nordwestlicher Richtung durch die Landschaft Brie und mündet schließlich nach insgesamt rund 41 Kilometern im Gemeindegebiet von Mézy-Moulins als linker Nebenfluss in die Marne. Auf seinem Weg durchquert der Surmelin die Départements Marne und Aisne.

## Orte am Fluss
(Reihenfolge in Fließrichtung)
- Montmort-Lucy
- Orbais-l’Abbaye
- Le Breuil
- Condé-en-Brie
- Connigis
- Crézancy
- Mézy-Moulins

## Sehenswürdigkeiten

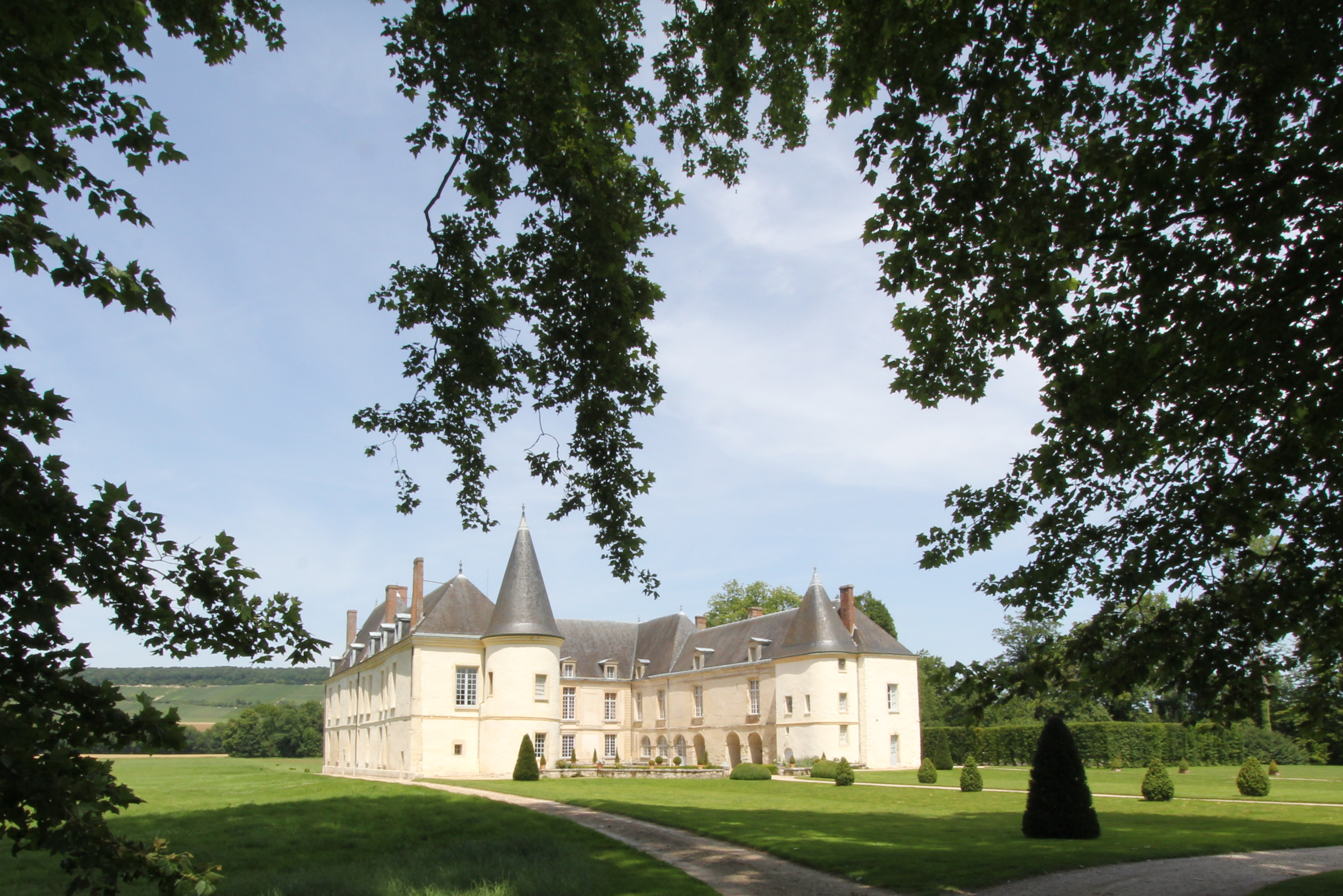
Das am Surmelin gelegene Schloss Condé

- Kloster Orbais
- Schloss Condé